# RoboGobo - Cuccioli salva Cuccioli
RoboGobo - Cuccioli salva Cuccioli è una serie animata statunitense del 2025 prodotta dalla Brown Bag Films e Disney Jr.. La serie è stata creata da Chris Gilligan e viene trasmessa sul canale statunitense Disney Jr. dal 17 giugno 2025, In Italia viene distribuita dal 20 agosto 2025 su Disney+.

## Episodi
| Stagione       | Episodi | Prima TV USA | Prima TV Italia |
| -------------- | ------- | ------------ | --------------- |
| Prima stagione | 25      | 2025         | 2025            |